# António Carlos Monteiro
António Carlos de Bivar Branco de Penha Monteiro (31 de Maio de 1968) é um político português.

## Biografia
Filho do Major António Augusto Brandão de Penha Monteiro, e de sua mulher Maria Amélia Lynce de Bivar Branco (28 de Outubro de 1936). É duas vezes primo em segundo grau de Paulo de Faria Lynce Núncio e primo-sobrinho de Pedro Augusto Lynce de Abreu de Faria.
Licenciado em Direito com frequência de Mestrado em Ciência Política, é Advogado. Foi Docente da Universidade Moderna.
Foi Presidente da Comissão Política Distrital de Lisboa, Vogal, Vice-Presidente e Presidente da Comissão Política Concelhia de Lisboa, Presidente do Conselho Nacional de Jurisdição, Vogal da Comissão Executiva e da Comissão Política Nacional e Secretário-Geral e é Presidente do Conselho Nacional de Jurisdição do do CDS-PP.

### Cargos[carecede fontes?]
- Presidente do Conselho de Administração da EMEL, EM
- Vereador da Câmara Municipal de Lisboa
- Deputado eleito pelo Círculo Eleitoral de Lisboa à X Legislatura de 10 de Março de 2005 a 14 de Outubro de 2009.
- Deputado pelo Círculo Eleitoral de Aveiro à XIII Legislatura desde 23 de Outubro de 2015

Casou a 11 de Setembro de 2010 com Sofia Athayde Rodrigues Pereira de Penha Monteiro, da qual tem dois filhos.